# Stanisław Bala
Stanisław Bala ps. Giza (ur. 10 listopada 1922 w Starawistikach, zm. 9 września 2013) – polski operator filmowy, dokumentalista, żołnierz podziemia niepodległościowego w czasie II wojny światowej, podporucznik AK, uczestnik powstania warszawskiego, operator z referatu filmowego Oddziału VI Komendy Głównej AK.

## Życiorys
W stolicy ukończył szkołę powszechną, Gimnazjum św. Kazimierza oraz liceum matematyczno-filozoficzne. Absolwent konspiracyjnej Szkoły Polowej Sprawozdawców Wojennych oraz Państwowej Wyższej Szkoły Budowy Maszyn i Elektrotechniki im. Hipolita Wawelberga i Stanisława Rotwanda, gdzie uzyskał dyplom technika.
Od lutego 1940 r., członek AK w ramach zgrupowania „Rój” Biura Informacji i Propagandy (BiP), gdzie służył jako polowy operator filmowy i fotograf. Po wybuchu powstania warszawskiego prowadził dokumentację filmową i fotograficzną. Na filmach jego autorstwa zostały uwiecznione między innymi walki na Woli, zdobywanie kościoła św. Krzyża, a także walki w okolicach elektrowni na Powiślu. Po powstaniu dostał się do niewoli niemieckiej i trafił do stalagów w Lamsdorf, Gross-Born, Sandbostel i Lubece. 
Po wojnie początkowo osiadł we Francji, następnie w Wielkiej Brytanii, gdzie ukończył studia techniczne, aż ostatecznie w pierwszej połowie lat 50 – XX wieku, wyjechał na stałe do USA.

## Obecność w kulturze
Jest bohaterem wielu znanych zdjęć z powstania warszawskiego w tym między innymi autorstwa Eugeniusza Lokajskiego. Fragmenty kronik jego autorstwa zostały wykorzystane w filmie Powstanie Warszawskie (2014) – w 2015 został za nie nominowany do Polskiej Nagrody Filmowej.